# Kushaha
Kushaha (en népalais : कुसाहा) est un comité de développement villageois du Népal situé dans le district de Saptari. Au recensement de 2011, il comptait 6 695 habitants.